# Frank Dubé
Francesc Dubé i Canela (Barcelona, 31 d'agost de 1934) és un músic, compositor, conferenciant, actor, humorista i “showman” català, conegut artísticament com a Frank Dubé.

## Biografia
Fill d'Emili i Angela treballadors del barri de les Corts. Va estudiar al “Colegio Moderno y Intuitivo” del barri de Sants de Barcelona, on va tenir de professor a José Peyrón que també era músic i pare de Jesús Peyrón (de nom artístic Jesús Moreno)
Diplomat al Conservatori Superior de Música del Gran Teatre del Liceu amb estudis de Teoria-Solfeig, Història de la Música, Musicologia, Formes Musicals, Trompeta, Percussió, Harmonia i Contrapunt. Va ampliar aquest estudis amb els professors Cristòfor Taltabull i els d'acordió a l'Institut Mozart de Barcelona amb el professor italià Moreno Volpini. També va estudiar a l'Institut del Teatre de Barcelona.
A Frank Dubé se l'ha definit a com un “artista polifacètic”, i malgrat que la seva trajectòria es bàsicament de caràcter musical, també ha destacat com a showman i humorista, actor de teatre, cinema i televisió i conferenciant sobre temes socials, polítics i culturals.
És membre de l'Arca de Noè i de l'Acadèmia Catalana de Música.

### Trajectòria artística

#### Música
De molt jove va començar a tocar l'acordió d’oïda, i l'any 1947 va ser finalista del concurs “Siguiendo mi camino” en l'apartat d’acordió. El 1951 va participar al Festival Internacional d'Acordionistes al Palau de la Música Catalana interpretant la “Tocata en Re menor” de J.S. Bach i “Hora Stacatto”.
A principis dels anys 60 va compondre música per acordió i va editar quatre discos amb el nom de “El tren de la felicidad” amb el conjunt “Dubé y su conjunto”.
Durant la seva estada a Madrid (1963) va fer música de ball a l'hotel Hilton amb “Dubé y su conjunto” que va compaginar amb la col·laboració en tretze programes de TVE, “La Casa del Zorro” de l'humorista Pepe Iglesias conegut artísticament com Pepe Iglesias “El zorro”. Del 1966 al 1969 va actuar a l'Hotel Plaza.

##### De Frank a Frank
El 2018 va crear l'espectacle musical de “De Frank a Frank” un espectacle humorísitc i musical en homenatge a Frank Sinatra que l'estrenà a la Nova Jazz Cava de Terrassa i que posteriorment va ser representat al Teatre Aquitània de Barcelona (2019).

##### Proyecto A
El Proyecto A va néixer de l'impacte que va causar en Dubé l'exploració de la Lluna i l'arribada de l'home l'estiu de 1969. Altres músics com David Bowie, igualment fascinat per tal proesa, va escriure Space oddity; o els catalans Pau Riba, Sisa, Cachas i Albert Batista van incorporar a l'EP Miniatura un retallable per construir un coet. Per la seva part Dubé es va proposar crear un àlbum conceptual sobre els planetes del sistema solar que inicialment s'havia d'anomenar Proyecto Apolo però que va acabar reduït a Proyecto A atesa l'existència d'una orquestra ja registrada amb aquest nom.
El disc, amb vuit temes: A Marte, A Neptuno, A Júpiter, A Mercurio (Hermes), A Saturno (Cronos), A Venus, A Urano i A Plutón– era un batibull inclassificable de rock espacial, funk, guitarres fuzz, orgues Hammond, veus esbojarrades i tècniques Ed Wood (com ara simular la ignició d'un coet amb la caldera del gas i la gravació d'onades a la platja de Castelldefels) que es va fer íntegrament no pas amb les escales pentatòniques habituals sinó amb escales de tons. Va ser publicat per RCA-Victor l'any 1971 i es va signar amb el nom de Frank David.
En quant als efectes especials, no deixa de ser curiós el gran treball que va dur a terme Frank Dubé, ja que aleshores les biblioteques de sons no estaven a l'abast de tots i en la majoria dels casos, els sons que buscava Dubé tampoc existien. Per això va recórrer a la seva pròpia inventiva. Gravar les ones de la platja de Castelldefels durant 10 minuts. Posar un micròfon protegit amb un plàstic dins d'una galleda d'aigua i amb un tub bufar per fer bombolles, recollir el so a través d'un magnetòfon de dues velocitats, reproduir el so a la velocitat inversa a la gravada, passar aquest so per un ressò Binson (delay).
Després de més de 40 anys des de la seva publicació segueix sent una referència i una de les obres més curioses, desconegudes de la història de la música progressiva i el rock realitzades a Europa.
La discogràfica Guerssen va reeditar el disc (2015) amb la incorporació de l’inèdit ,Proyecto B, on les tonalitats lisèrgiques deixaven lloc a essències llatines i passatges pròxims al funk o fins i tot a la salsa (música) sempre des d'una òptica decididament avantguardista i vocacionalment renovadora. Inclou 5 temes de salsa de Juan Mena i cinc temes de Dubé, entre ells el "missatge espail d'amor". En aquesta ocasió es va fer acompanyar d'una banda de suport on figuraven els futurs components del combo progressiu Iceberg: Max Sunyer a la guitarra, Josep Mas "Kitflus" a l'orgue, Primi Sancho al baix i Jordi Colomer a la bateria -als quals cal afegir el piano de Guillermo Ballester i la tasca del multiinstrumentista Juan Mena, procedent de Màquina!.

##### Ràdio
De molt jove, a mitjans dels anys 50 va col·laborar en les emissions de “Radio Unión Escuela Nº 15 del Frente de Juventudes de Esplugas y San Justo” que més tard passaria a ser Radio Juventud.

#### Televisió
A mitjans dels anys 50 va actuar amb l'acordió en una de les primeres emissions privades de televisió que va organitzar l'Escola Radio Maymó de Barcelona.
La seva relació amb TVE va seguir el 1965 amb els programes “Noche de Estrellas” y “Amigos del lunes” presentats per Franz Joham i Gustavo Re i més tard va continuar més tard com a director musical de programes com "La Orquesta" (1984) i "Tal como éramos" (1998).
Entre 1978 i 1979 va presentar i actuar en 13 capítols del programa “Varietats” de TVE a Catalunya, copresentat per Salvador Escamilla i Carme Sansa.

#### Actor de Cinema i televisió
- 1982: "Tot i més" de TV3[17]

- 1990: "Vindrem a sopar" sèrie de TV3 en diferents papers[18]

- 1994: Culpable de qué?, d’Albert Saguer, en el paper de taxista
- 2002: Vivancos 3, d’Albert Saguer, en el paper de Policia Verruga
- 2004: Centenari, d'Antoni Ribas, com a co-protagonista en el paper de President del Barça
- 2006: "El cor de la ciutat" sèrie de TV3, en el paper de jutge.[19]
- 2007: Gàbies d’Or telefilm per TV3 d’ Antoni Ribas, en el paper de George
- 2008: "Tvist" de TV3[20]

#### Teatre
- 2002: Estrena de l'obra teatral escrita per ell, "OSTITU" al costat de l'actor Albert Dueso, representada 3 mesos al Teatreneu de Barcelona i passà després al Teatre Goya de Barcelona.[21][22]
- 2003: Estrena en solitari al Teatreneu la seva obra "Catalunya país dels prodigis" sobre textos del periodista i escriptor Xavier Sust i Novell.
- 2008: Actor-cantant al musical “Mortadelo y Filemón” en el rol de “Superintendente Vicente”[23]

#### Conferenciant
A partir de la seva vinculació amb el moviment psicoestètic de Carles Muñoz Espinalt, Dubé ha desenvolupat una intensa activitat com a conferenciant, tant en temes sociopolítics vinculats a Solidaritat Catalana (del que va ser candidat a les eleccions al Parlament de Catalunya i a l’Ajuntament de Barcelona de l'any 2012), o també en temes culturals especialment sobre les seves tesis relacionades amb la música a Catalunya. Cal destacar la seva conferència titulada “La suposada ironia i el pensament català” de l’any 2011 a l'Ateneu Barcelonès, en un acte presidit pel que fou President del Parlament de Catalunya, Heribert Barrera i el 2013 al Reial Cercle Artístic de Barcelona, “Llengua, cantants i seducció”.
El 2006 va recollir els seus monòlegs i pensaments en el llibre “Ostitu.. quin país! ” editat per “Morales i Torres”.

## Discografia
Ha enregistrat discos de tots els gèneres, des de Twist als anys 50 fins a House als 90, passant per Jazz i música llatina.
- 1959: Edita el primer disc, amb el “Conjunto Relax” creat per actuar a TVE
- 1959: Música de pel·lícules, que inclou entre altres “Mi tio” “El Rey y Yo”
- 1960: SAEF: "Dubé y su conjunto Relax": Los niños del Pireo[25]
- 1960: SAEF: "Baile en el tren de la felicidad"
- 1961: SAEF: Dubé y Conjunto Relax,El Molino sobre el rio[26]
- 1961: CID: Francisco Dubé/María Cofán y el El conjunto de Fernando Orteu[27]
- 1970: RCA-Victor: Proyecto A[28]
- 1977: IMPACTO E-380: Mustafá. Impacto E-380[29]
- 1987: Perfil/Divucsa: Frank Dubé - In The Pen And Cia (Magica Solució)[30]
- 2015: Guersen: Reedició de Proyecto A + Proyecto B[11]